# Asphalt: Urban GT
Asphalt: Urban GT ist ein Arcade-Rennspiel und der erste Titel in der von Gameloft und Ubisoft entwickelten Spielereihe Asphalt. Es erschien zuerst für das Nokia N-Gage am 22. September 2004. Im März 2005 erschien es auch für den Nintendo DS und war damit einer der Launchtitel der Handheld-Konsole.

## N-Gage-Version
In der Version für Nokias Handheld gibt es 22 lizenzierte Wagen, viele Strecken weltweit und im Evolution-Modus 12 Tuningoptionen.
Dieser Modus bietet einen großen Umfang und darin kann man die Karriere eines Straßenrennfahrers durchleben. Dann gibt es noch den normalen Rennmodus, in dem man gegen eine beliebige Anzahl Gegner zwischen einem und sieben, in zwei bis fünf Runden, fahren kann. Den Zeitrennenmodus und den Verfolgungsmodus, in dem man in einem Streifenwagen Raser jagt.
Außerdem bietet das Spiel einen Mehrspielermodus, in dem man gegen bis zu drei andere Spieler über Bluetooth spielen kann. Bedingung hierfür ist, dass jeder das Spiel auf seinem N-Gage haben muss und dass sich die Spieler in einem Abstand von höchstens 15–20 Metern aufhalten müssen.

## Nintendo-DS-Version
In der später erschienenen Version für Nintendos Handheld gibt es 25 lizenzierte Fahrzeuge und neun über die ganze Welt verteilte Strecken. Auch hier gibt es den normalen Rennmodus, den Zeitrennen- und den Verfolgungsjagdmodus. Auch der Evolutionmodus ist vorhanden und noch weiter ausgearbeitet. Hier kann man sein Auto nun mit 30 Tuningoptionen umbauen und die Karrieremöglichkeiten sind weiter ausgebaut.
Auch das DS-Spiel bietet dem Spieler einen Mehrspielermodus, per Drahtlosverbindung für bis zu 4 Spieler. Hier muss jeder teilnehmende Spieler ein "Asphalt: Urban GT"-Spielemodul besitzen und höchstens zehn Meter vom Spielausrichter entfernt sein.

## Kritiken
Das Spiel wurde für den N-Gage überwiegend positiv bewertet und vor allem für seine Grafik und seinen Mehrspielermodus gelobt. Außerdem wurde positiv aufgefasst, dass sich die meisten Fahrzeuge unterschiedlich steuern lassen. Es erhielt bei dem Onlinetester 4Player mit 75 von 100 Punkten ein Gut. Bemängelt wurde aber vor allem der Sound und die mangelhafte Kollisionsanimation.
Die NDS-Umsetzung wurde eher mäßig benotet. Da sie in sehr kurzer Zeit entwickelt wurde, um noch als DS-Launchtitel auf den Markt zu kommen, hat es einige Flüchtigkeitsmängel. Laut 4Player und Spieletipps.de biete es einen tollen Ansatz, eine schöne Grafik und viele Tuningmöglichkeiten, habe aber unnötige und störende Mängel, wie Abstürze und eine fehlerhafte Kollisionsanimation. Sie erhielt bei Spieletipps.de 60 von 100 Punkten.

## Nachfolger
Im November 2006 erschien mit Asphalt: Urban GT 2 der Nachfolger, ebenfalls für N-Gage, Nintendo DS und etwas später zusätzlich für die PlayStation Portable. Dieser bietet 14 Strecken, 50 Fahrzeuge, einen doppelt so langen Karrieremodus wie der erste Teil und einen neuen Arcade-Spielmodus. Gameplay und Grafik wurden dabei im Wesentlichen vom Vorgänger übernommen.